# NERVA

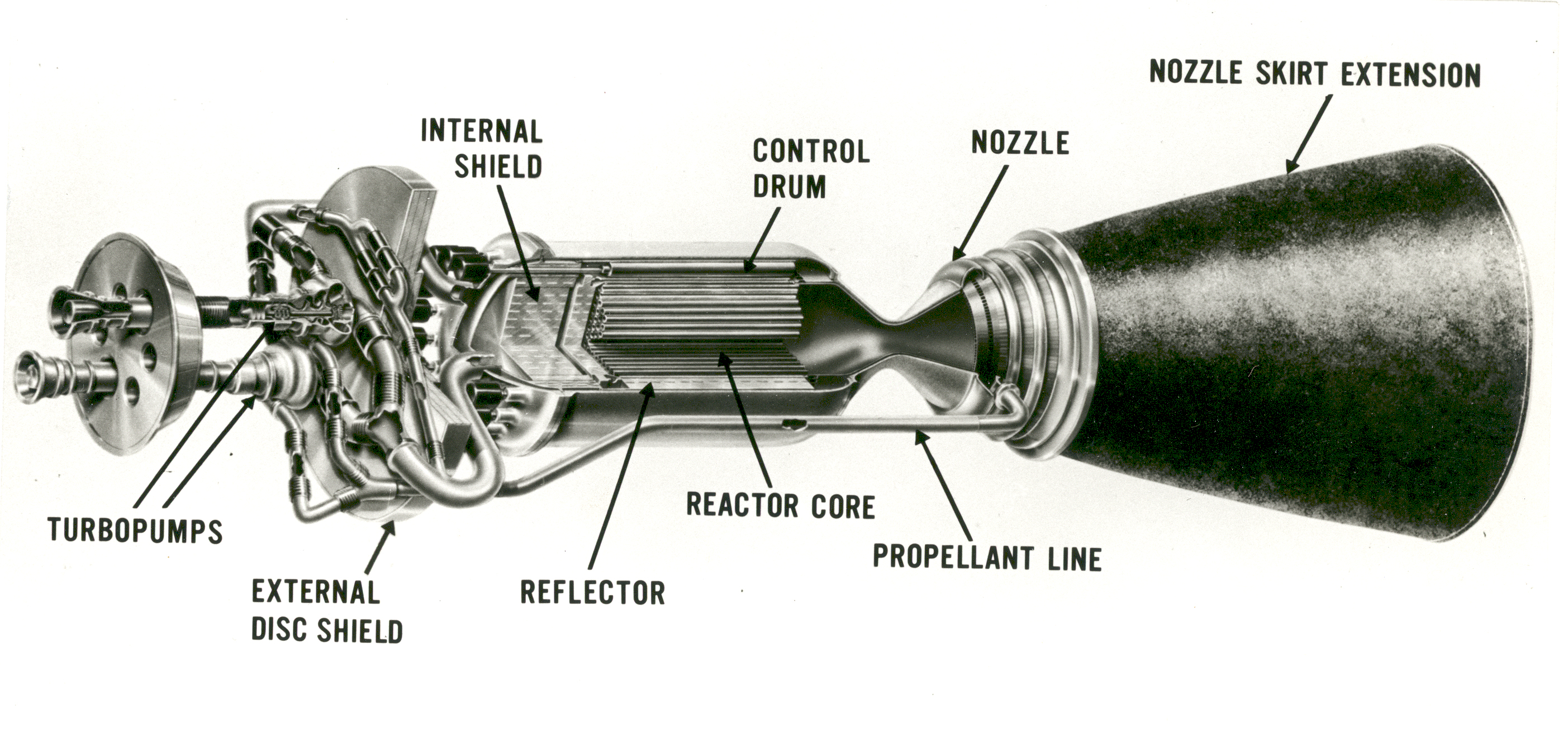
Schematische Darstellung des letzten Entwicklungsstands des NERVA Kernspaltungsraketentriebwerks der NASA

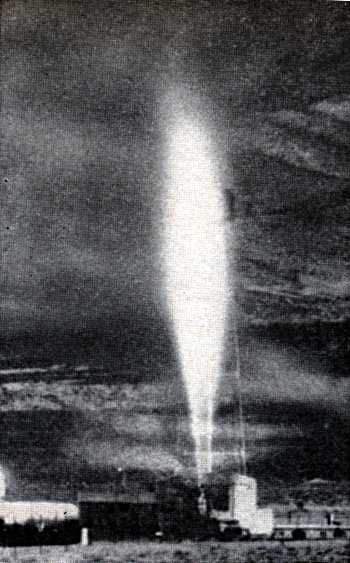
Testlauf der frühen Version des NERVA-Triebwerks NRX A-1 auf dem NASA-Testgelände in Nevada (September 1964)

NERVA (Nuclear Engine for Rocket Vehicle Application) war ein von 1954 bis 1972 von der NASA geführtes Programm zur Entwicklung einer nuklear angetriebenen Raketenstufe für den bemannten Flug zum Mars. 
Das Projekt begann, als 1955 das Los Alamos Scientific Laboratory der US Atomic Energy Commission und die US Air Force nach neuen Raketenantrieben suchten. Die neu gegründete NASA übernahm das Projekt 1958 von der US Air Force und untersuchte dessen Anwendbarkeit auf Langzeit-Raumfahrtmissionen. Hauptelement dieses Antriebes war ein Kernreaktor, der durchgeleiteten Wasserstoff auf 3000 °C erhitzte, der beim Ausströmen die Rakete als Stützmasse vorwärts treiben sollte.
NERVA kam über einige Bodentests auf dem Atombombentestgelände in Nevada nicht hinaus. Die Nixon-Regierung beschnitt das Budget des Projektes dramatisch, als Anfang der 1970er Jahre das öffentliche Interesse an der Raumfahrt nach der letzten Mondlandung 1972 zurückging. Nachfolgeprogramm war das 1992 eingestellte Projekt Timberwind.
2019 bewilligte der Kongress der Vereinigten Staaten 125 Millionen US-Dollar für die Entwicklung von Raketen mit nuklearem Antrieb. Im Januar 2023 kündigten die NASA und die Defense Advanced Research Projects Agency (DARPA) an, bei der Entwicklung eines nuklear-thermischen Raketentriebwerks zusammenzuarbeiten und im Weltraum zu testen, um nukleare Antriebsfähigkeiten für bemannte NASA-Missionen zum Mars zu entwickeln. Die Demonstration Rocket for Agile Cislunar Operations (DRACO) wird zurzeit von den US-Firmen Lockheed Martin und BWX Technologies entwickelt und soll frühestens 2027 präsentiert werden.

## Technische Daten
- Durchmesser: 10,55 m
- Länge: 43,69 m
- Leergewicht: 34.019 kg
- Gewicht betankt: 178.321 kg
- Schub im Vakuum: 867 kN
- spezifischer Impuls ({\displaystyle I_{sp}}) im Vakuum: 825 s (8,09 kN·s/kg = 8090 m/s)
- {\displaystyle I_{sp}} auf Meereshöhe: 380 s (3,73 kN·s/kg = 3730 m/s)
- Brenndauer: 1.200 s
- Treibstoff: Kernreaktor/LH2
- Düsen: 1 Nerva-2

## Risiken
Die Gefahren sind vergleichbar mit Störfällen oder dem Versagen eines Kernreaktors, jedoch aufgrund der Komplexität einer nutzlastoptimierten Rakete weit schwieriger zu beherrschen. Der erhitzte Wasserstoff ist radioaktiv, so dass nukleare Triebwerke erst im Orbit eingesetzt werden könnten. Selbst dann ist eine gute Abschirmung der Nutzlast vor der Strahlung nötig.